# Torparbacken, Helsingfors
Torparbacken (finska Torpparinmäki) är en del av Domarby distrikt i Helsingfors stad. 
Stadsdelen Torparbacken uppstod på 1950-talet och efter det har området byggts ut. Där ordnades en bostadsmässa år 1980 och antalet invånare trefaldigades jämfört med 1960-talet. Under bostadsmässan byggde man parhus i två våningar i ett flackt landskap, totalt 80 bostäder. Man ville uppnå ett energisnålt byggande och stöda gemenskapen i området. Solenergi användes både aktivt och passivt: glasverandor, grönrum och gårdar. 
Torparbacken ligger bredvid Helsingfors centralpark med goda möjligheter till utomhusaktiviteter.  